# Procuratore generale dell'Ucraina
Il Procuratore generale dell'Ucraina (in ucraino Генеральна прокуратура України?, Heneral'n prokuratura Ukraïny) è l'organo monocratico posto al vertice della Procura dell'Ucraina, l'ufficio volto alla protezione dei diritti umani, delle libertà e degli interessi generali della società e dello Stato.
Il 5 gennaio 2017 è entrata in vigore una legge che riduceva la carica di procuratore generale dell'Ucraina a procuratore generale.
L'attuale procuratore generale è Ruslan Kravchenko, in carica dal 21 giugno 2025.

## Nomina e revoca
Il procuratore generale dell'Ucraina è nominato alla carica e licenziato dal presidente dell'Ucraina con il consenso della Verchovna Rada (articolo 131 della Costituzione dell'Ucraina). La Verchovna Rada  può manifestare una mancanza di fiducia nel procuratore generale dell'Ucraina, il che comporta le sue dimissioni.
Il procuratore generale dell'Ucraina è inoltre licenziato nei seguenti casi:
- scadenza del mandato per il quale è stato nominato;
- incapacità di esercitare i propri poteri per motivi di salute;
- violazione dei requisiti di incompatibilità;
- entrata in vigore di una condanna nei suoi confronti;
- cessazione della sua nazionalità;
- presentazione della domanda di licenziamento a suo piacimento;
- per altri motivi.[3]

Il procuratore generale dell'Ucraina informa almeno una volta all'anno la Verchovna Rada dell'Ucraina sullo stato di diritto.
Il mandato del procuratore generale dell'Ucraina è di sei anni. Questo termine, come affermato dalla Corte costituzionale dell'Ucraina nella sua decisione, è una delle garanzie di indipendenza del procuratore generale. Lo scopo del consolidamento legislativo del mandato permanente dei pubblici ministeri è prevenire interferenze non autorizzate nel loro lavoro, prevenire licenziamenti illegali ed escludere altre influenze illecite.
"Il procuratore generale dell'Ucraina è sia un alto funzionario delle forze dell'ordine sia una personalità politica. Pertanto, oltre ad essere legalmente responsabile dei suoi atti, azioni e omissioni, intrattiene rapporti anche davanti alla Verchovna Rada dell'Ucraina sullo stato delle cose, avendo la responsabilità costituzionale e politica, che può venire a cessare dopo che il parlamento ha espresso la sua fiducia, il che comporta il licenziamento del Procuratore generale dell'Ucraina dal suo incarico. Oggi la carica di procuratore generale dell'Ucraina esprime un compromesso costituzionale tra i due ruoli…"

## Poteri
Ai sensi dell'articolo 9 della Legge ucraina "Sulla procura", adottata il 14 ottobre 2014 e in vigore dal 15 luglio 2015, il procuratore generale dell'Ucraina:
- rappresenta la procura nei rapporti con le autorità statali, altri organi statali, organi di autogoverno locali, persone, istituzioni e organizzazioni, nonché gli uffici della procura di altri Stati e organizzazioni internazionali;
- organizza l'attività degli organi della Procura dell'Ucraina, compresa la definizione dei limiti dei poteri della Procura generale dell'Ucraina, delle procure regionali e locali in termini di adempimento delle loro funzioni costituzionali;
- nomina i pubblici ministeri a posizioni amministrative e li allontana da queste;
- sulla base della decisione della Commissione qualificata e disciplinare dei pubblici ministeri, decide in merito alla domanda del pubblico ministero riguardo ad una sanzione disciplinare o all'impossibilità di un ulteriore mandato per lo stesso;
- approva gli atti su questioni relative all'organizzazione dell'attività degli organi giudiziari;
- approva le linee guida generali per i pubblici ministeri al fine di garantire l'applicazione uniforme della legge ucraina nelle attività giudiziarie;
- svolge altri poteri previsti dalle leggi ucraine.

Il procuratore generale dell'Ucraina emette ordini su questioni che rientrano nei suoi poteri amministrativi. Possono essere o meno atti normativi.
In assenza del procuratore generale, la sua autorità è esercitata dal primo vice e in assenza del primo vice, da uno degli altri vice.